# Friedrich von Sonnenburg
Friedrich von Sonnenburg (deuxième moitié du XIIIe siècle), probablement issu de la famille ministérielle des burgraves de Sonnenburg au Tyrol du Sud, est l'auteur de chansons et de proverbes conservés dans le Codex Manesse. Il fut plus tard compté au nombre des maîtres du Minnesang.